# Thure Lindhardt
Thure Frank Lindhardt (ur. 24 grudnia 1974 w Kopenhadze) – duński aktor filmowy i telewizyjny.

## Życiorys

### Wczesne lata
Urodził się w Kopenhadze jako syn Anny Lindhardt, która pracowała jako psychiatra, oraz Mogensa Lindhardta, księdza ewangelickiego. Pochodzi z rodziny teologów i luterańskich pastorów. Wychowywał się w Roskilde.
W 1988 ukończył szkołę teatralną przy Odense Theatre.

### Kariera
W wieku dwunastu lat debiutował na dużym ekranie w dramacie Billego Augusta Pelle zwycięzca (Pelle erobreren, 1987). Potem grał w teatrze i w duńskich filmowych produkcjach.
Przełomem w jego karierze stała się kreacja cierpiącego na autyzm dziecięcy Briana w dramacie Obok nas (Her i nærheden, 2000). Sławę międzynarodową przyniosła mu także rola gwardzisty szwajcarskiego porucznika Chartranda w filmie Rona Howarda Anioły i demony (Angels & Demons, 2009).
W autobiograficznym filmie Keep the lights on (Zostań ze mną, 2012) zagrał młodego, homoseksualnego reżysera o imieniu Erik, który próbuje ratować swój związek z uzależnionym od narkotyków prawnikiem.
25 lutego 2013 roku w niemieckiej i austriackiej telewizji miała miejsce premiera filmu 3096, w którym Thure Lindhardt zagrał Wolfganga Přiklopila. Film opowiada o porwaniu 10-letniej wtedy Nataschy Kampusch, która przez 8 lat była przez niego więziona i wykorzystywana seksualnie. Ta rola przyniosła Lindhardtowi międzynarodową sławę.
W 2015 w nagradzanym serialu Most nad Sundem, zastąpił Kima Bodnię w roli duńskiego partnera szwedzkiej policjantki granej przez Sofię Helin.
Jest jawnym gejem. Związał się z tancerzem i choreografem duńskiej wersji Tańca z gwiazdami – Silasem Holstem.

## Filmografia
- 1987: Negerkys og labre larver jako Postbud
- 1987: Pelle zwycięzca (Pelle erobreren) jako Nilen – Skoleelev / Classmate
- 1998: Pieces
- 2000: Obok nas (Her i nærheden) jako Brian
- 2000: Juliane jako Cykellrling
- 2000: Bånd på livet jako projektant mody
- 2001: Far From China jako Jeremy
- 2001: Alt andet blev pludseligt totalt ligegyldigt
- 2002: Nude, Descending jako RW
- 2002: Debutanten jako Laertes
- 2002: Asterix i Obelix: Misja Kleopatra (Astérix & Obélix: Mission Cléopâtre) jako Linealis (głos)
- 2002: Slim Slam Slum jako Slim
- 2002: Kokken jako Henrik
- 2002: One Hell of a Christmas jako Mike
- 2004: Miłość w myślach (Was nützt die Liebe in Gedanken) jako Hans
- 2004: Iniemamocni (De Utrolige) jako Buddy Pine/Syndrome (głos)
- 2004: Farland jako Julian
- 2004: Garfield (Garfield: The Movie) jako Louis (głos)
- 2005: Poprzedni lokatorzy (Bag det stille ydre) jako Charlie
- 2005: Nordkraft jako Steso
- 2005: Garbi: super bryka (Herbie for fuld udblæsning!) jako Kevin (głos)
- 2006: Księżniczka (Princess) jako August (głos)
- 2007: Wszystko za życie (Into the Wild) jako Thomas
- 2007: Daisy Diamond jako aktor na castingu
- 2008: Flammen & Citronen jako Flammen
- 2008: Blå mænd jako Jesper
- 2008: Żołnierzyk (Lille soldat) jako John
- 2009: Anioły i demony (Angels & Demons) jako Chartrand
- 2009: Julefrokosten jako Frans
- 2009: Braterstwo (Broderskab) jako Lars
- 2009: De Vilde svaner jako królewicz Albrecht
- 2012: Zostań ze mną (Keep the Lights On) jako Erik
- 2013: 3096 dni (3096 tage) jako Wolfgang Přiklopil
- od 2015: Upadek królestwa (The Last Kingdom) jako Guthred